# Lúcia Teixeira
Pour les articles homonymes, voir Teixeira.
Lúcia da Silva Teixeira, née le 17 juin 1981 à São Paulo, est une judokate handisport brésilienne concourant dans la catégorie des −57 kg. Elle est double médaillée d'argent paralympique.

## Carrière
Née avec une déficience visuelle liée à une toxoplasmose congénitale.
Aux Jeux paralympiques de 2012, elle perd en finale face à l'Azerbaïdjanaise Afag Sultanova et devient vice-championne paralympique en moins de 57 kg.
Pour promouvoir les Jeux paralympiques d'été de 2016, elle prend part à une vidéo de sensibilisation pour faire découvrir le paralympisme aux Brésiliens. Dedans, elle prend part à un entraînement avec des judokas valides et les bats. Lors de ces Jeux, elle remporte une seconde fois la médaille d'argent, battue en finale par l'Ukrainienne Inna Cherniak.